# Преисподняя (роман)
«Преисподняя» — роман-антиутопия писателя и сценариста Владимира Гоника. Действие романа разворачивается в подземных системах Москвы.

## История создания
Весной 1992 года отрывок романа опубликовал еженедельник «Совершенно секретно». Летом 1992 года литературно-публицистический журнал «Юность» опубликовал роман в сильно сокращённом виде (№ 6—8. С. 66—95). В интервью корреспонденту газеты «КоммерсантЪ» в 1993 году на презентации своей книги писатель заявил, что роман был создан на основе собранных лично им за двадцать лет сведений о бункерах и связывающих их линиях секретного метро. Гоник заявил, что писал роман с 1973 по 1986 год, причём некоторые сведения о трассировках прохождения спецтоннелей и расположении спецобъектов в тексте романа умышленно искажал. Эти сведения Гоник собирал, как он утверждает, от своих пациентов, когда служил военным врачом в одном из подразделений Министерства Обороны.. С возникновением замысла романа «Преисподняя» Владимир Гоник в течение нескольких лет основательно изучал подземную Москву, чтобы собрать подробности и достоверный материал. В то время тема подземелий никого не интересовала. К так называемому «диггерству» автор романа «Преисподняя» отношения не имеет.
После выхода романа в свет, в 1992—1993 годах тему существующих секретных линий московского метрополитена поднимали в своих публикациях зарубежные СМИ многих стран и российские СМИ, которые называли эти подземные объекты термином «Метро-2», предложенным Владимиром Гоником.

## Содержание
Роман включает 25 глав. Сюжет линейный, но изложение постоянно перебивается флешбэками, в которых описываются жизненные обстоятельства героев и предпосылки действия. Основное действие разворачивается весной — осенью 1991 года и связано с событиями Августовского путча.

### Главные персонажи
- Першин — бывший десантник, капитан армии в отставке. Уроженец Москвы. Женат на дочери крупного военного чина, сотрудника Минобороны, однако по внутренним убеждениям и свойствам характера не поддерживает связи с номенклатурой.
- Сергей Ключников — уроженец Звенигорода, из бедной семьи. Во время службы в Афганистане случайно выжил, когда моджахеды вырезали весь гарнизон кишлака. После увольнения в запас начал учиться в Москве, в общежитии сблизился с группой ультраправых националистов, стал тренировать боевую группу.
- Галя — невеста Ключникова из Звенигорода.
- Буров — сосед Ключникова по общежитию, глава одной из групп ультраправых.
- Федосеев — глава нескольких организаций ультраправых, имеющий связи в военных кругах и КГБ, и постоянно действующий по их указке. Наниматель Ключникова.
- Анна — предмет страсти Ключникова, еврейка. Её семья собиралась покинуть СССР, однако Анна осталась в Москве. Будучи весьма свободолюбивой особой, продолжает вращаться в кругах артистической богемы, вызывая раздражение и ревность Ключникова. Также Анна вызывает сильное неудовольствие у Бурова и Федосеева, которые подстраивают встречу Анны, Гали и Ключникова, а также угрожают Анне.
- Антон Бирс — единственный доброволец в отряде Першина, тележурналист. Был принудительно призван в армию, уже будучи известной персоной. После конфликта с начальством, с Дальнего Востока был направлен в Афганистан, где отслужил пять месяцев. Вернувшись со срочной службы, продолжил вести собственную политическую передачу, оппозиционер-либерал. За год до описываемых событий был командирован телеканалом в Калифорнию.
- Джуди — американский гид Бирса, позже и возлюбленная.
- Стэнли Хартман — влиятельный голливудский продюсер. Его невестой считалась Джуди.

### Основная сюжетная линия
Мэрия Москвы организует независимый отряд профессиональных военных (все прошли Афганскую войну), чтобы расследовать непонятные похищения сотен людей, ввергающих столицу в страх.

Странный мор, казалось, напал на Москву: люди исчезали без следа, повергая город в недоумение и растерянность. Сыскные собаки вели из квартир в подвалы, где жалобно и сконфуженно скулили, потеряв след…— Глава 11.
 Для этого необходимо спуститься в катакомбы и начать исследование сложных сооружений разного времени и степени сохранности, главными путями коммуникации остаются туннели московского метро.
В ходе одного из обходов подземелий отряд Першина, исследуя неизвестный ранее объект, захватывает странного человека, одетого в военную форму 1940-х годов. Это совершенный альбинос, который никогда не видел дневного света. Перед захватом, он убил из арбалета проводника отряда Першина — бывшего метростроевца. При попытке вывести альбиноса на поверхность он покончил с собой, успев прокричать «Сталин!». Следующий захват оказался удачнее: после допросов с применением сыворотки правды, выяснилось, что при Сталине велось строительство грандиозных бункеров для спасения в грядущей ядерной войне номенклатуры и самого вождя. Сооружением и охраной этих объектов занимались особо отобранные фанатики коммунистической идеи, которые в 1950-е годы полностью отрезали себя от внешнего мира, и считали всех остальных предателями, годными или для перевоспитания или для уничтожения. Второе поколение альбиносов сочло, что приближающийся путч способствует реализации их планов. Главной задачей отряда Першина становится поиск и обезвреживание главной базы альбиносов.
После начала августовского путча, на баррикадах у Белого дома сошлись члены отряда Першина, националисты, а также Джуди, приехавшая в Москву к Антону Бирсу. Джуди была похищена альбиносами, Хартман тут же прилетел в Москву и самовольно присоединился к группе Першина. Ключников отдаляется от Анны, причём главной причиной является чуждость её круга и независимость девушки, в жизни которой Ключникову отведено немного места. На баррикадах ею явно заинтересовался Хартман. Во время путча альбиносы предпринимают попытку штурма Белого дома из-под земли, но были отбиты отрядом Першина. Круг поисков сужается, однако пленные неизменно кончали с собой.
В результате рейда под Чертольем отряд Першина, наконец, нашёл тайное убежище альбиносов. Удалось освободить бо́льшую часть пленников, однако Джуди среди них не было. Основные силы альбиносов забаррикадировались, и не желали вступать в переговоры. Хартману удалось захватить одного из альбиносов, но в результате стычки он получил тяжёлое ранение и срочно нуждался в оперативной помощи. Вскоре оказалось, что альбинос по имени Марксэн (Маркс-Энгельс), должен был расстрелять Джуди как американскую шпионку, но вместо этого отпустил её.
Першин награждён новой квартирой от правительства, Бирс и Джуди решили пожениться, и по полугоду жить в Москве и Лос-Анджелесе. Ключников со скандалом уходит от Анны и решает вернуться к Гале, которая легко принимает его.
В сентябре при попытке штурма альбиносы взрывают свой бункер и самих себя. Уцелевший Ключников выбирается из подземелий прямо перед домом Анны, и узнаёт, что она уехала.